# Kaničana (jezična porodica)
Canichanan je porodica izoliranih indijanskih jezika, čije je član istoimeni i jedini jezik Canichana Indijanaca, iz bolivijskog departmana Beni, napose uz rijeke río Machupo i río Irurupuro. 
Etnički ih ima oko 500 (1991), no svega 20 još govore materinjskim jezikom.

## Vanjske poveznice
- Kanichana